# دستور جمهورية الصين
دستور جمهورية الصين هو الدستور الصيني الخامس والحالي، الذي صدق عليه الكومينتانغ خلال جلسة الجمعية الوطنية التأسيسية في 25 ديسمبر 1946 في نانجينغ. أقره الكومينتانغ واعتُمد في 25 ديسمبر، ومنذ عام 1949، ظل الدستور، إلى جانب مواده الإضافية، نافذًا في المناطق التي تسيطر عليها جمهورية الصين الشعبية، إلى ان اعتمدت دستورها الحالي في 4 ديسمبر 1982.
خُصص الدستور لأراضي جمهورية الصين بأكملها كما تشكلت في ذلك الوقت، لكنه لم يُنفذ على نطاق واسع أو بفعالية بسبب اندلاع الحرب الأهلية الصينية في البر الرئيسي للصين وقت إصدار الدستور. صادقت الجمعية الوطنية المنتخبة حديثًا على الأحكام المؤقتة ضد التمرد الشيوعي في 10 مايو 1948. تشير الأحكام المؤقتة إلى دخول البلاد حالة الطوارئ، ومنحت حكومة جمهورية الصين بقيادة الكومينتانغ سلطات خارج الدستور.
بعد انسحاب الحكومة القومية إلى تايوان في 7 ديسمبر 1949، وجعلت الأحكام المؤقتة إلى جانب الأحكام العرفية الدولة استبدادية ذات حزب واحد على الرغم من الدستور. وبدأ تطبيق الديمقراطية في الثمانينيات، وألغي القانون العسكري في عام 1987، وفي عام 1991 أُلغيَت الأحكام المؤقتة. تم تمرير المواد الإضافية من الدستور لتعكس الاختصاص الفعلي للحكومة. وغيرت المواد الإضافية بدرجة كبيرة هيكل الحكومة إلى نظام شبه رئاسي مع برلمان من غرفة واحدة، والذي شكل أساس الديمقراطية متعددة الأحزاب في تايوان.
خلال التسعينات وأوائل العقد الأول من القرن الحادي والعشرين، أدت مرجعية الدستور في البر الرئيسي بأنصار استقلال تايوان إلى الضغط من أجل دستور تايواني جديد. ومع ذلك، فإن محاولات إدارة الحزب التقدمي الديمقراطي لم تكلل بالنجاح لوضع دستور جديد خلال فترة الولاية الثانية لرئيس الحزب الديمقراطي التقدمي تشين شوي بيان، لأن المعارضة الكومنتانغ آنذاك كانت تسيطر على اليوان التشريعي، وتم الاتفاق فقط على تعديل الدستور، وليس إنشاء دستور جديد. تم تعديله آخر مرة في عام 2005، بموافقة كل من حزب الكومينتانغ وحزب الشعب الديمقراطي. وتمت المراجعة الأخيرة للدستور في عام 2004.

## التاريخ

### المحاولات الأولى للدستور الصيني
تم وضع الدستور المؤقت لجمهورية الصين في مارس 1912 وشكل الوثيقة الحكومية الأساسية لجمهورية الصين حتى عام 1928. فقد وفرت نظامًا برلمانيًا على النمط الغربي برئاسة رئيس محدود الصلاحيات. ومع ذلك، تم الاستيلاء على النظام بسرعة عندما تم اغتيال سونج جياورين، الذي كان بصفته زعيم حزب الكومينتانغ رئيسًا للوزراء بعد فوز الحزب في انتخابات عام 1912، بأمر من الرئيس يوان شيكاي. وقام يوان بخرق نظام الجمعية المنتخبة وتولى سلطات دكتاتورية. وعند وفاته عام 1916، تفككت الصين إلى أمراء الحرب وظلت حكومة بييانغ تعمل بموجب الدستور في أيدي مختلف القادة العسكريين.
فرض الكومينتانغ تحت حكم تشيانغ كاي شيك السيطرة على معظم أراضي الصين بحلول عام 1928. وأصدرت الحكومة القومية الدستور المؤقت لفترة الوصاية السياسية في 5 مايو 1931. بموجب هذه الوثيقة، عملت الحكومة في ظل نظام الحزب الواحد مع السلطة العليا التي عقدها المجلس الوطني للكومينتانغ والسلطة الفعالة التي عقدتها اللجنة التنفيذية المركزية للكومينتانغ. في الأسلوب اللينيني، سمح لنظام من لجان الدولة الحزبية المزدوجة بتشكيل أساس الحكومة. كان هدف حزب الكومينتانغ أن يبقى هذا الدستور ساري المفعول حتى تهدأ البلاد ويُثقف الناس كفاية للمشاركة في الحكومة الديمقراطية.

### عملية الصياغة
تمت صياغة الدستور لأول مرة من قبل الكومينتانغ جزءًا من مرحلته الثالثة من التنمية الوطنية (أي الديمقراطية التمثيلية)، أنشأت جمهورية مركزية مع خمسة فروع للحكومة. يرجع أساس الدستور إلى نهاية الحرب الصينية اليابانية الثانية. وضغط اندلاع الحرب الأهلية الصينية الوشيك على تشيانغ كاي شيك لسن دستور ديموقراطي من شأنه أن ينهي حكم الحزب الواحد لحزب الكومينتانغ. إذ سعى الشيوعيون إلى ائتلاف ثلثه من الوطنيين وثلثه من الشيوعيين وثلثه من الأحزاب الأخرى، لتشكيل حكومة من شأنها صياغة الدستور الجديد. ومع ذلك، عقد حزب الكومينتانغ والحزب الشيوعي الصيني معًا اتفاقية عرض فيها الطرفان وجهات النظر. وسط جدل ساخن، تم تلبية العديد من مطالب الحزب الشيوعي، متضمنةً الانتخابات الشعبية لليوان التشريعي. تسمى هذه المسودات معًا المسودة الدستورية للاتفاقية السياسية. كان البروفيسور جون تشينغ هسيونغ وو، نائب رئيس لجنة صياغة الدستور، والمؤلف الرئيسي للنص.
اعتُمد الدستور، مع تعديلات طفيفة من المسودة الأخيرة، من خلال جلسة الجمعية التأسيسية الوطنية في 25 ديسمبر 1946 في نانجينغ، التي أصدرتها الحكومة الوطنية في 1 يناير 1947، ودخل الدستور الصيني الخامس والحالي حيز التنفيذ رسميًا في 25 ديسمبر 1947. وكان الدستور يُعَد المرحلة الثالثة والأخيرة من إعادة إعمار الصين حسب الكومينتانغ. أما الشيوعيون فرغم أنهم حضروا المؤتمر، وشاركوا في صياغة الدستور، فقد قاطعوا الجمعية الوطنية وأعلنوا بعد التصديق أنهم لن يعترفوا بدستور جمهورية الصين الشعبية، وأنهم سيتجاهلون جميع مشاريع القوانين التي أقرتها الإدارة القومية أيضًا. ومع ذلك، بسبب تمثيلهم في الانتخابات (نحو 800 من أصل 3045 مقعدًا)، لم تمنع مقاطعتهم الجمعية من الوصول إلى النصاب القانوني، ومن ثم انتخاب شيانج كاي شيك رئيسًا ولي تسونج رين نائبًا للرئيس. تحدى تشو إن لاي شرعية الجمعية الوطنية في عام 1947 بتأكيد أن حزب الكومينتانغ اختار أعضاءه بالفعل قبل 10 سنوات، ومن ثم فهم لا يمثلون الشعب الصيني.

## المحتوى

### ثلاثة مبادئ للشعب
يرتكز الدستور على المبادئ الثلاثة للشعب، القومية والديموقراطية وتوفير سبل العيش للناس، التي دعت إلى تشكيل حكومة للشعب، من الشعب، ومن أجل الشعب. استشهدت حكومة الشعب بفكرة القومية المدنية في الصين. سعت حكومة الشعب إلى إنشاء ديموقراطية برلمانية غربية والفصل بين السلطات. تعني حكومة الشعب أن الحكومة يجب أن تقدم إلى حد ما خدمات ضرورية لرفاهية المجتمع.

### الحقوق المدنية والسياسية
ينص الدستور على الحقوق والواجبات المدنية الأساسية للشعب. ويحدد 4 حقوق سياسية للشعب: انتخاب المسؤولين الحكوميين، واستدعاء المسؤولين العموميين، والمبادرة التشريعية، والاستفتاء.

### القيادة والهيئة التشريعية الموثوقة
قدم الدستور هيئة تشريعية موثوقة قوية: الجمعية الوطنية، على غرار المجلس الأعلى للاتحاد السوفيتي أو المجمع الانتخابي بالولايات المتحدة. يحق للجمعية الوطنية تعديل الدستور وانتخاب رئيس جمهورية الصين. وتمارس الحقوق السياسية نيابة عن الشعب وتشرف على وظائف حكومة جمهورية الصين. في الأصل، كانت الجمعية الوطنية هي برلمان الجمهورية، لكنها فقدت أهميتها في التسعينيات وألغيت في عام 2005، إذ تم نقل البرلمان إلى المجلس التشريعي.
رئيس جمهورية الصين هو رئيس الدولة والقائد العام للقوات المسلحة لجمهورية الصين. تنتخب الجمعية الوطنية الرئيس لمدة ست سنوات. كان الهدف هو نظام برلماني بوجود كل من الرئيس ورئيس الوزراء، لكن بسبب الأحكام المؤقتة، سمحت الجمعية الوطنية للجنرال شيانغ كاي شيك بالتقليل من صلاحيات رئيس الوزراء وإضافتها إلى صلاحيات الرئاسة. ونتيجة لذلك، فإن الحكومة الحالية هي في الواقع نظام شبه رئاسي.
وفقًا للنظرية السياسية لصن يات سين، ينظم الدستور خمس سلطات للحكومة، في مزج بين إرث الماضي الإمبراطوري للصين والفروع الثلاثة للحكومات الغربية. الفروع الخمسة هي السلطة التنفيذية والتشريعية والقضائية والاختبارية والرقابية.

### الجماعات العرقية في المناطق الحدودية
كانت أيديولوجية الحزب القومي الصيني خلال ثورة شينهاي هي خلق الوحدة بين المجموعات العرقية التقليدية الخمس في الصين (الهان والمانشوس والمنغول والهوي (المسلمون) والتبتيون) من أجل الوقوف في وجه الإمبريالية الأوروبية واليابانية أمةً واحدة قوية. يتضمن الدستور مواد لحماية المساواة بين الأعراق المختلفة والحقوق السياسية للجماعات العرقية في المناطق الحدودية. ومع ذلك، تأسست بعض المقاطعات المماثلة للصين في منشوريا وشينجيانغ. فقط حماية الحكم الذاتي المحلي في منغوليا الداخلية والخارجية والتبت تم تنظيمها بشكل صريح.

## تعليق الدستور والقانون العرفي
جعل تنفيذ هذا الدستور الصين، التي يبلغ عدد سكانها 450 مليون نسمة، الديمقراطية الأكبر في عدد السكان. رغم أن الدستور كان مخصصًا للصين بأكملها، لم يُنفذ على نطاق واسع أو بفعالية، إذ كان حزب الكومينتانغ متورطًا بالكامل بالفعل في حرب أهلية مع الحزب الشيوعي الصيني آنذاك.
في 10 يناير 1947، أعلن الحاكم تشين يي أن دستور جمهورية الصين الشعبية الجديد لن ينطبق على تايوان بعد دخوله حيز التنفيذ في البر الرئيسي الصيني في 25 ديسمبر 1947، إذ كانت تايوان لا تزال تحت الاحتلال العسكري، وكان التايوانيون ساذجين سياسيًا وغير قادرين على الحكم الذاتي. لاحقًا في ذلك العام، تم فصل تشين يي وتأسست حكومة مقاطعة تايوان.
في 18 أبريل 1948، أضافت الجمعية الوطنية للدستور الأحكام المؤقتة ضد التمرد الشيوعي. دخلت الأحكام المؤقتة حيز التنفيذ في 10 مايو 1948، قبل 10 أيام من تنصيب أول رئيس لجمهورية الصين. وقد عزز ذلك إلى حد كبير سلطة الرئيس وألغى حد الفترتين للرئيس ونائب الرئيس. منذ 7 ديسمبر 1949، تسيطر جمهورية الصين الشعبية على (المنطقة الحرة لجمهورية الصين)، أي تايوان وبنغو وكينمن وماتسو وبراتاس وجزيرة تايبينج، وهي المناطق الوحيدة التي لم يستحوذ عليها الشيوعيون الصينيون في الحرب الصينية.